# Zbigniew Uniłowski
Zbigniew Uniłowski (ur. 1 maja 1909 w Warszawie, zm. 12 listopada 1937 tamże) – polski prozaik.

## Życiorys

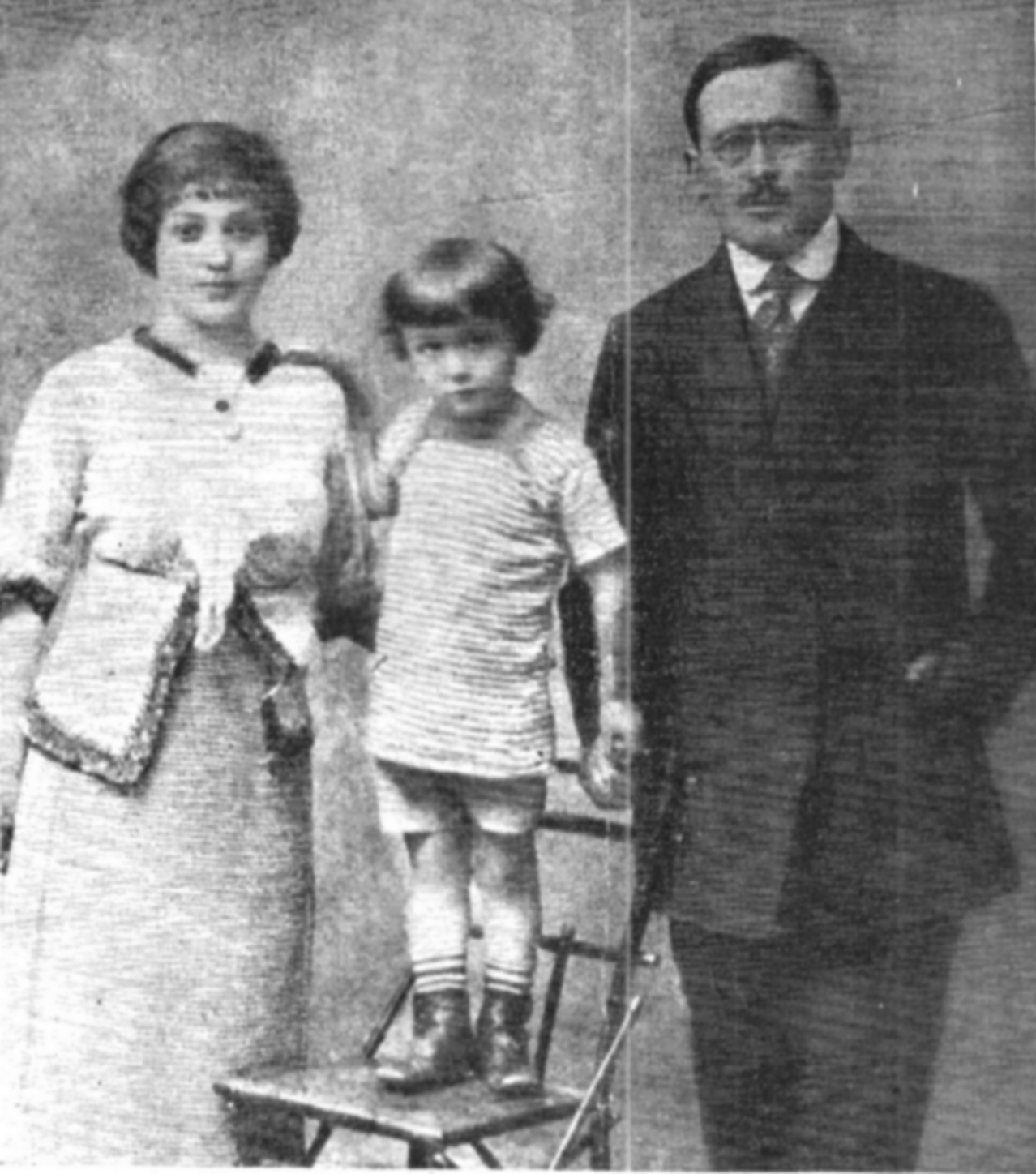
W dzieciństwie z rodzicami (1913)

Urodził się w Warszawie w rodzinie drobnomieszczańskiej. Jego rodzicami byli Władysław Uniłowski i Jadwiga z Ciechońskich. Po śmierci obojga rodziców (matka zmarła na gruźlicę, ojciec popełnił samobójstwo), jako kilkunastoletni chłopiec zamieszkał u ciotki, ubogiej szwaczki na Powiślu. 
Nie ukończywszy nauki gimnazjalnej z powodów materialnych, zmuszony był podjąć pracę zarobkową, m.in. jako pomocnik murarski, roznosiciel paczek u krawca czy pikolak w warszawskiej restauracji „Astoria“. Tam w 1926 zwrócił na niego uwagę Karol Szymanowski, którego zaintrygowała postać pikolaka zaczytującego się w prozie Josepha Conrada. Pomoc finansowa Szymanowskiego umożliwiła Uniłowskiemu samokształcenie, ułatwiła kontakty literackie, a przede wszystkim umożliwiła mu częste pobyty w Zakopanem, co wskazane było ze względu na rozwijającą się gruźlicę.
Lata 1927–1930 spędził Uniłowski głównie w Zakopanem, czasami przebywając w Warszawie. W czasie pobytu pod Tatrami napisał pierwsze publikowane m.in. w „Kwadrydze” utwory – opowiadania zebrane później w tomie Człowiek w oknie. Rozpoczął również pisanie swojego opus magnum, czyli nigdy nieukończonej powieści Dwadzieścia lat życia. Pobyt w Zakopanem stworzył również okazję do poznania osobistości ówczesnego życia literackiego – Uniłowski spotykał się tam m.in. z Stanisławem Ignacym Witkiewiczem, Jarosławem Iwaszkiewiczem i Michałem Choromańskim.
W 1930 powrócił do Warszawy. Obracał się głównie w środowisku grupy poetyckiej Kwadryga, z którą współpracował od roku. Okres ten przedstawił w powieści obyczajowej z kluczem Wspólny pokój (wyd. w 1933). Wydanie Wspólnego pokoju stało się podłożem skandalu towarzyskiego w warszawskim środowisku literackim, a powieść została zarekwirowana ze względów cenzuralnych. Jednakże interwencja władz oraz spore zainteresowanie krytyków literackich zyskały młodemu autorowi znaczny rozgłos.

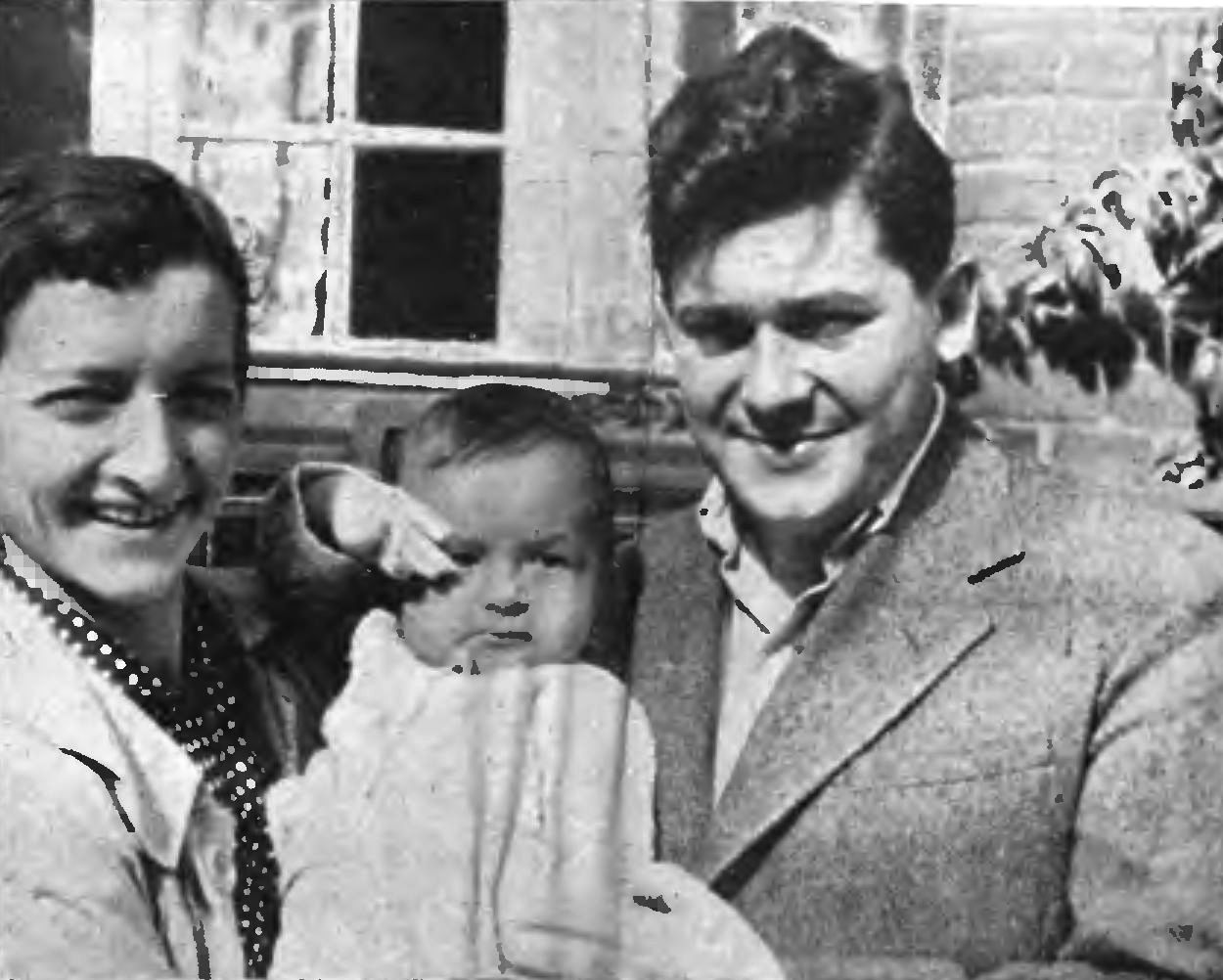
W okresie dojrzałym, z żoną i synkiem (1937)

W stolicy przebywał do roku 1934, wyjeżdżając na krótko w 1931, kiedy został powołany do odbycia służby wojskowej we Włodawie. W wojsku nie przebywał długo, co zawdzięczał wpływowi protektorów. Rosnąca pozycja literacka umożliwiła pisarzowi wyjazd na stypendium MSZ do Brazylii. W czasie pobytu tam opublikował Dzień rekruta, opowiadanie powstałe w oparciu o przeżycia ze służby wojskowej. Utwór ten był przyczyną kolejnego skandalu, zaś autora oskarżono o postawę antypaństwową. W związku z tym został zmuszony do skrócenia podróży i powrócił do Polski w lipcu 1935, przywożąc ze sobą dwie nowe powieści – Żyto w dżungli i Pamiętnik morski.
W tym samym roku ożenił się z Marią Lilpop, córką Franciszka Lilpopa. Dzięki temu małżeństwu pisarz, będący stale w trudnej sytuacji materialnej, zyskał stabilizację materialną i życiową. Dwa lata później urodził się im syn. W tym czasie Uniłowski intensywnie pracował nad Dwudziestoma latami życia, których pierwsza część ukazała się w 1937. 
Autor Wspólnego pokoju nie cieszył się długo szczęściem rodzinnym, umierając niespodziewanie na zapalenie opon mózgowych w wieku zaledwie 28 lat. Pochowany na cmentarzu Powązkowskim w Warszawie (kwatera 196-1-17).

## Twórczość
Twórczość Uniłowskiego, choć niezbyt obszerna i ograniczona jedynie do prozy, wykazuje znaczną różnorodność. Pierwsze utwory (które można by nazwać opowiadaniami grozy) podejmują problemy psychopatologiczne znane z twórczości Edgara Allana Poego czy Stefana Grabińskiego. Innym typem twórczości są groteski – krótkie utwory parodystyczne. Oba typy opowiadań zostały później opublikowane w Człowieku w oknie.
Pierwszą powieścią Uniłowskiego był Wspólny pokój. Powieść oparta na motywach autobiograficznych zawierała również wiele odniesień do postaci ówczesnego życia literackiego. Naturalizm, wulgaryzmy w warstwie językowej, niekorzystne przedstawienie literatów – wszystko to stało się przyczyną skandalu. Nie bez znaczenia było również przesłanie powieści: diagnoza powojennego pokolenia jako znudzonego i bezideowego, a ówczesnej literatury – jako bezwartościowej i zakłamanej, uciekającej od prawdziwych problemów. Wrażenie potęgował wspomniany naturalizm wymieszany z elementami groteskowymi. 
Kolejnym ważnym elementem twórczości pisarza było opowiadanie Dzień rekruta. W nim również zostały wykorzystane elementy autobiograficzne, co zresztą stanowi jedną ze stałych cech twórczości Uniłowskiego. Główny bohater – młody rekrut, jest uosobieniem „ofermizmu” i nieprzystosowania do służby wojskowej. Pochodzący z warstw inteligenckich i cierpiący na gruźlicę, czuje się całkowicie nieprzydatny w służbie wojskowej. Stanowi tym samym pretekst do ukazania bezmyślności i bezwzględności przełożonych zmuszających go do wykonywania wielu bezsensownych i często sprzecznych rozkazów. Postacie oficerów przedstawiono groteskowo, często jednostronnie, zaś fabuła opowieści skupiona jest właściwie na narratorze, gdyż faktycznie poza nim nie występują inni żołnierze. Wymowa utworu, krytykująca ówczesną armię i w istocie bardzo pacyfistyczna, była powodem ataków na pisarza, głównie ze strony rządowej oraz konserwatywnej publicystyki, zjednała mu jednak również wielu zwolenników.

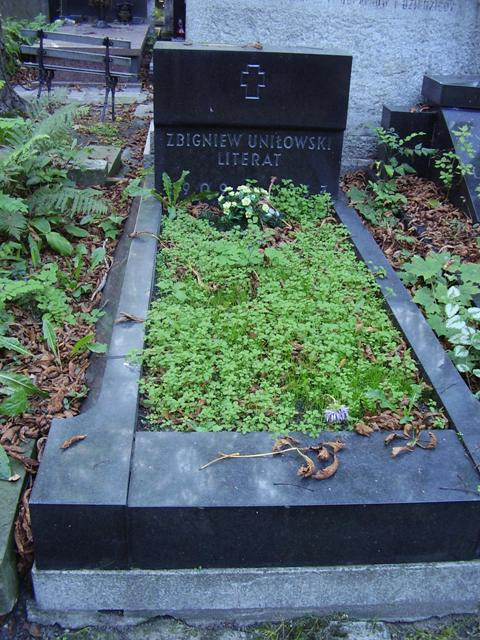
Grób pisarza na warszawskich Powązkach

Podczas podróży po Brazylii Uniłowski napisał dwie powieści określane też niekiedy jako reportaże. Jego Żyto w dżungli i Pamiętnik morski zrywają z dotychczasową konwencją literatury podróżniczej. Autor opisuje bezbrzeżną nudę tych podróży, trudy z nią związane i zawód doznany brzydotą krajobrazu. W zamian zajmuje się obserwacjami socjologicznymi (w Życie w dżungli opisuje stosunki panujące wśród tamtejszej polskiej emigracji) oraz psychologicznymi, czyli doznaniami w trakcie podróży morskiej.
Ostatnim opublikowanym utworem było Dwadzieścia lat życia, tzn. pierwszy tom tej powieści, nad którą prace przerwała śmierć autora (drugi tom pozostał zawarty w stadium konspektu i krótkich notatek). Nad utworem tym pracował już od roku 1930, gdy w liście do Karola Szymanowskiego powiadamiał, że „powieść (…) jest już skończona”. Początek wydano w roku 1937, co uwidacznia wkład pracy i autorskich przemyśleń. Choć powieść w znacznym stopniu oparto na autobiograficznych przeżyciach dzieciństwa, to ze względu na opisywane środowisko lumpenproletariatu można ją również odczytywać jako powieść środowiskową.
Uniłowski był również autorem kilku reportaży prasowych.

## Publikacje
- Wspólny pokój (Warszawa 1932)
- Człowiek w oknie (Warszawa 1933)
- Dzień rekruta ( „Wiadomości Literackie” nr 46, 1934)
- Żyto w dżungli (Warszawa 1936)
- Pamiętnik morski (Warszawa 1937)
- Dwadzieścia lat życia, t. 1 (Warszawa 1937)

## Ekranizacje
- Wspólny pokój, film fabularny w reż. Wojciecha J. Hasa (1959)
- Życie Kamila Kuranta w reż. Grzegorza Warchoła, 6-odcinkowy serial oparty fragmentarycznie na trzech utworach pisarza (1982)